# Siccieu-Saint-Julien-et-Carisieu
Siccieu-Saint-Julien-et-Carisieu – miejscowość i gmina we Francji, w regionie Owernia-Rodan-Alpy, w departamencie Isère.
Według danych na rok 1990 gminę zamieszkiwało 377 osób, a gęstość zaludnienia wynosiła 27 osób/km² (wśród 2880 gmin regionu Rodan-Alpy Siccieu-Saint-Julien-et-Carisieu plasuje się na 1255. miejscu pod względem liczby ludności, natomiast pod względem powierzchni na miejscu 844.).